# Râul Hetea
Râul Hetea este un afluent al râului Araci.  

## Hărți
- Harta județului Covasna
- Harta Munții Bodoc-Baraolt  Arhivat în 29 ianuarie 2014, la Wayback Machine.